# Стара кућа у Чачку
Стара кућа у Чачку, познатија као Градска кућа, представља једну од репрезентативнијих градских зграда из времена кнеза Милоша и непокретно културно добро је као споменик културе.

## Историјат
Кућа је била власништво богате трговачке породице Стаке и Вула Пантелића. Саграђена је у другој половини 19. века, у центру некадашње чаршије у близини цркве и Господар Јовановог конака. 

## Архитектура
Објекат је приземан са сутеренским делом, зидан од тврдог материјала, камена и печене цигле. Сви зидови су омалтерисани и окречени. Међуспратна и таванска конструкција су од дрвене грађе. Кров је дрвени, четвороводни са покривачем од ћерамиде. Подови су патосани, осим у ходничком простору, који је урађен од печене цигле. На објекту срећемо велики број занимљивих детаља. Ту, пре свега, треба напоменути изванредно обрађену стреху, која је велика, опшивена шашовцима и даском. Импресивно делују и капци на прозорима и вратима, са ковачким шаркама. Улазно камено степениште је од пешчара утопљеног у кречни малтер. Око објекта је ураћен простор од речних облутака (калдрма), заливен цементним малтером.
Симетрична композиција на прочељу наглашена је истуреним тремом састављеним од кратких стубова који носе лукове. Народна и балканска неимарска традиција наглашени су у обради пространих зидних површина, четвороводног крова и димњака.